# IC 2155
IC 2155 — галактика типу NF (в процесі підтвердження) у сузір'ї Голуб.
Цей об'єкт міститься в оригінальній редакції індексного каталогу.